# Villa Verde
Villa Verde é uma comuna italiana da região da Sardenha, província de Oristano, com cerca de 395 habitantes. Estende-se por uma área de 17 km², tendo uma densidade populacional de 23 hab/km². Faz fronteira com Ales, Palmas Arborea, Pau, Usellus, Villaurbana.